# Le Violon du diable
Le Violon du diable är en balett av koreografen Arthur Saint-Léon med musik av Cesare Pugni. Den hade urpremiär på Parisoperan den 19 januari 1849. De huvudsakliga dansarna var Fanny Cerrito, Arthur Saint-Léon och Eugène Coralli.